# Finska (pesniška zbirka)
Finska je pesniška zbirka Milana Vincetiča. Zbirka je izšla leta 1988 pri založbi Emonica.

## Vsebina
Zbrika je sestavljena podobno kot Vincetičev prvenec Zanna. Uvodna in zadnja pesem obdajata šest ciklov, vsak izmed njih vsebuje sedem pesmi. Na začetku vsakega cikla je nenaslovljena pesem; ostale pesmi imajo naslove, enake naslovu cikla. Formalna in vsebinska zgradba sta prav tako blizu zbirki Zanna, le da je v Finski več ženskih pesmi. Slednje so skrivnostne, introvertirane.
V tej pesniški zbirki se avtor ukvarja tudi z balado, pesemsko obliko iz romantike. Vendar jo postmoderno predela, tako da izgublja svoje temeljne značilnosti, baladno strukturo in romantično baladno snov. Vincetič vse to pušča ob strani in se ukvarja z vprašanji, ki so romantični baladi neznana.